# Hans von Steiger
Hans Karl Ludwig von Steiger (* 19. Januar 1859 in Kiesen; † 20. Dezember 1945 in Bern) war ein Schweizer Kupferstecher, Offizier und Kartograph.

## Leben
Hans von Steiger aus der Patrizierfamilie von Steiger mit dem weissen Steinbock wurde am 19. Januar 1859 in Kiesen geboren. Er war der Sohn von Johann Wilhelm von Steiger, Offizier der niederländischen und britischen Marine, und der Henriette geborene Pigott, aus Capard (Rosenallis, Irland). Von Steiger war seit 1885 verheiratet mit Marie Elisabeth Thormann (1863–1927), Tochter des Ingenieurs Friedrich Thormann. Sie hatten drei Kinder: Fanny Margaretha (1886–1959), Hans Berchtold (1888–1952) und Eduard Werner (1897–1987).
Von Steiger besuchte die Primarschule und das Progymnasium in Thun und die Literarabteilung des Gymnasiums in Bern bis zur Sekunda. Von 1876 bis 1880 absolvierte er die praktische Lehrzeit als Kartograph bei Müllhaupt & Sohn, Bern. Er war ein Sohn von einem Cousin 4. Grades von Sophia Wilhelmine Elisabeth Steiger, der Frau von Friedrich Müllhaupt.
Während dieser Zeit besuchte er auch Vorlesungen an der Universität Bern. Nach beendigter Lehrzeit verblieb er als Angestellter in der Firma und war hauptsächlich mit dem Stich der Siegfriedkarte im Massstab 1:25'000 beschäftigt. 1884 begab sich von Steiger nach Paris, er war dort im Atelier Hellé als kartographischer Kupferstecher tätig.
Am 1. Februar 1885 trat von Steiger in das Eidgenössische Topographische Bureau in Bern als Kupferstecher ein. Zu seiner weitern Ausbildung hörte er Vorlesungen an der Berner Universität in geologischer, mineralogischer, kartographischer und geographischer Richtung. Nicht alle Ingenieure waren so begnadete Felszeichner wie Xaver Imfeld, Leonz Held, Fridolin Becker oder Charles Jacot-Guillarmod. So wurde er in den achtziger Jahren des 19. Jahrhunderts bei schlechten Felszeichnungen ins «Feld» geschickt, um die Felsstich-Vorlagen in der Natur selbst zu zeichnen. 1896 wurde er vom Bundesrat zum Chef des Kupferstiches gewählt.
1898 gehörte er dem Denkmalkomitee zur Jahrhundert-Feier vom 5. März 1898 zum Gedenken an die Schlacht bei Neuenegg an. 1902 war er bei der Rettung des 25-jährigen Mitarbeiters Emil Krause nach dessen Bergunfall beim Niederhorn beteiligt.
Am 1. April 1910 wurde er nach der Reorganisation der Eidgenössischen Landestopographie zum Chef der Sektion für Reproduktion gewählt. Am 1. April 1921 erfolgte seine Wahl zum Direktor der Abteilung für Landestopographie als Nachfolger von Leonz Held. Unter von Steigers Direktion wurde die Fotogrammetrie definitiv eingeführt sowie Kartenproben für die neuen Kartenwerke (Massstab 1:25'000 und 1:50'000) erstellt.
Im Militär war von Steiger von 1891 bis 1909 Teil des Korps der eingeteilten Generalstabsoffiziere. Er bekleidete seit 1899 den Grad eines Obersten im Generalstab. Während des Aktivdienstes zur Zeit des Ersten Weltkriegs versah er für einige Zeit den Posten des Kommandanten der Hauensteinbefestigungen im Gefolge der Obersten-Affäre.
Zuvor bekleidete er folgende Grade und Kommandos: Leutnant 1880, Oberleutnant 1883, Hauptmann 1887, Major 1893, Oberstleutnant 1899, Oberst 1905. Von 1895 bis 1897 war er Kommandant des Infanterie-Bataillons 31, von 1898 bis 1902 Stabschef der 3. Division und von 1906 bis 1909 Stabschef des 4. Armeekorps. 1905 war er zudem Kommandant des Infanterie-Regiments 12, 1907 Kommandant der Infanterie-Brigade 7, 1911 Kommandant der Infanterie-Brigade 6, und von 1912 bis 1918 der Infanterie-Brigade 8.
Auf den 1. Mai 1929 gewährte der Schweizerische Bundesrat von Steiger auf sein Gesuch die Entlassung als Direktor der Eidgenössischen Landestopographie unter Verdankung der geleisteten Dienste und wählte am 30. Mai auf den 1. Juni 1929 Dipl.-Ing. Karl Schneider, den bisherigen Chef der Sektion für Topographie dieser Abteilung, als neuen Direktor.
1925 nahm von Steiger als Ehrengabe des Schweizerischen Bundesrats an den Direktor der Eidgenössischen Landestopographie eine Statuette von Adrian von Bubenberg entgegen.
1931 widersprach er Albert Heim in der Debatte zur Frage «warum sind Schweizer Karten aus Nordwesten beleuchtet».
Von Steiger gehörte der Gesellschaft zu Ober-Gerwern an, war Mitglied des Offiziersvereins der Stadt Bern, der Geographischen Gesellschaft Bern und seit 1897 Mitglied der Bernischen Naturforschenden Gesellschaft.
Er starb am 20. Dezember 1945 mit 87 Jahren als ältester Oberst in Bern.

## Veröffentlichungen
- Der Ausbruch des Lammbaches am 31. Mai 1896. Bern 1896.
- Die Ausbrüche des Lammbaches. In: Mittheilungen der Naturforschenden Gesellschaft in Bern. 1896.
- Obere Grenze des diluvialen Aaregletschers und Rhone-Inlandeises zur Zeit ihres höchsten nachweislichen Standes (approxim.). Nach den Angaben der Gletscherkarte von A. Favre, aufgefasst als linksseitiges Itinerarium und projicirt auf eine zur Meeresfläche senkrechte Ebene. [1896]. In: Armin Baltzer: Der diluviale Aargletscher und seine Ablagerungen in der Gegend von Bern (= Beiträge zur geologischen Karte der Schweiz. Lfg. 30).

## Archive
- Bundesarchiv, Bern: Oberst von Steiger Hans, Kupferstecher (1921–1929).[50] Fortifikation Hauenstein im Aktivdienst 1914–1918.[51] Frage betr. Annahme eines rumänischen Ordens.[52]
- Bern, Burgerbibliothek: 'FA von Steiger:[53] Hans (Karl Ludwig) von Steiger (1859–1945), (ca.) 1935–(ca.) 1945.[54]
- Sion, Staatsarchiv Wallis: Todesanzeige.[55]